# 1930 год в СССР

## Январь
- 5 января — Постановление ЦК партии «О темпах коллективизации и мерах помощи государства колхозному строительству», которым намечается проводить "добровольную" коллективизацию в три этапа в зависимости от районов. На практике же в колхозы всё чаще начинают загонять силой.
- 15 января — в Ленинграде на перекрёстке Невского и Литейного проспектов установлен первый в СССР светофор.
- 26 января — похищение белого генерала А. П. Кутепова в Париже советскими спецслужбами.
- 30 января — выход постановления Политбюро ЦК ВКП(б) «О мероприятиях по ликвидации кулацких хозяйств в районах сплошной коллективизации»

## Февраль
- 12 февраля — Архиепископ Кентерберийский Космо Гордон Лэнг осудил преследование верующих в СССР.
- 13 февраля — Президиум ЦИК СССР утвердил постановление СНК «О реорганизации управления морским и речным транспортом»
- 25 февраля — начало Восстания сарбазов против коллективизации.

## Март
- 1 марта — Утверждение Примерного устава сельскохозяйственной артели, согласно которому обобществлялись земли, скот и инвентарь. В личной собственности крестьянина оставались дом, усадьба, одна корова и определённое количество голов мелкого скота.
- 2 марта — Публикация в "Правде" статьи Сталина "Головокружение от успехов", в которой он возлагает вину за катастрофические последствия коллективизации на местные власти и сдерживает принудительную запись в колхозы.
- 1-12 марта — Муромцевское восстание

## Апрель
- 1-27 апреля — антиколлективизационное восстание в Казахстане
- 6 апреля — в СССР учреждены Орден Ленина и Орден Красной Звезды
- 7 апреля — В СССР подписан Указ о расширении системы трудовых лагерей. Сосредоточенные до 1928 году в основном вокруг побережья Белого моря, они находятся теперь в ведении ГУЛАГа (Главного управления лагерей), подчиняющегося ОГПУ.

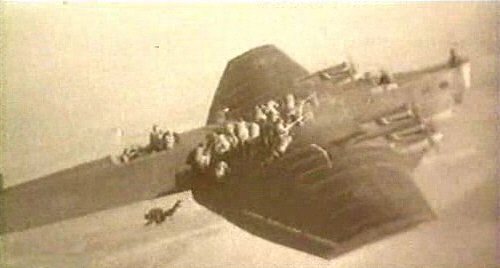
Высадка парашютного десанта с бомбардировщика ТБ-3

- 14 апреля — Покончил с жизнью поэт Владимир Маяковский
- 21 апреля — Открытие Туркестано-Сибирской магистрали

## Май
- 1 мая — открытие Туркестано-Сибирской железной дороги.
- 11 мая — В Москве открывается конференция представителей СССР и Китая по спорным вопросам.

## Июнь
- 15 июня — в СССР вступил в строй завод «Ростсельмаш».
- 17 июня — вступил в строй Сталинградский тракторный завод (СТЗ)
- 26 июня — 13 июля — XVI съезд ВКП(б), окончившийся разгромом правой оппозиции. Томский выведен из Политбюро. В состав Политбюро входят И. В. Сталин, Климент Ворошилов, Лазарь Каганович, Михаил Калинин, Сергей Киров, Станислав Косиор, Валериан Куйбышев, В. Молотов, Алексей Рыков, Ян Рудзутак.

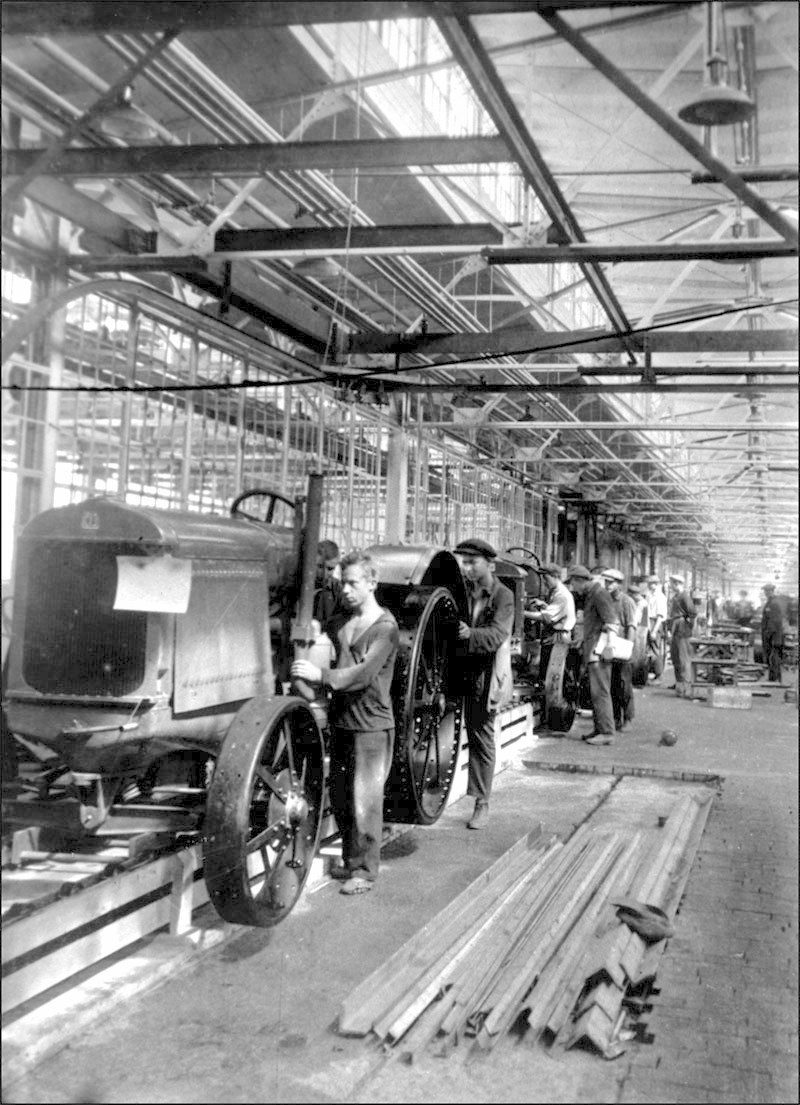
В цеху Сталинградского тракторного завода

## Июль
- 15 июля — в Москве открылся V Конгресс Профинтерна, который стал последним. Завершён 30 июля
- 21 июля — Литвинов становится министром иностранных дел СССР.
- 30 июля — В СССР отменено деление краёв и областей на округа. Сибирский край разделён на Западно-Сибирский край и Восточно-Сибирский край

## Август
- 2 августа — в СССР на учениях Московского военного округа на окраине города Воронеж был впервые высажен воздушный десант. Впоследствии этот день стал отмечаться в СССР как День воздушно-десантных войск. Первых десантников было 12 человек.
- 16 августа — Создана Союзпечать.
- 29 августа — образован Московский авиационный институт.

## Сентябрь
- 8 сентября — крушение в результате столкновения двух пассажирских поездов у платформы Перерва Московско-Курской железной дороги
- 29 сентября — Умер выдающийся русский художник Илья Репин

## Октябрь
- 1 октября — В СССР проведена налоговая реформа, гербовый сбор заменён госпошлиной

## Ноябрь
- 25 ноября — 7 декабря — в СССР проходил процесс «Промпартии».

## Декабрь
- 1 декабря — Столкновение поезда и трамвая в Ленинграде[1]
- 9 декабря — подготовительная комиссия разработала проект Соглашения о разоружении для обсуждения на конференции Лиги Наций в феврале 1932 года, однако Германия и СССР выступили против проекта.
- 19 декабря — в СССР Председателем Совнаркома СССР вместо Алексея Рыкова стал Вячеслав Молотов.
- 21 декабря — завершился открывшийся 17 декабря пленум ЦК ВКП(б). Пленум вывел Председателя СНК СССР А. И. Рыкова из состава Политбюро ЦК ВКП(б) и освободил А. А. Андреева от обязанностей кандидата в члены Политбюро ЦК ВКП(б). Г. К. Орджоникидзе избран членом Политбюро ЦК ВКП(б)

## Родились
- 18 декабря — Владимир Ворошилов, советский и российский деятель телевидения, автор, режиссёр и ведущий телеигры «Что? Где? Когда?»[2]

## Умерли
- 14 апреля — Владимир Маяковский, поэт[3]